# Microtrullius iheringii
Microtrullius iheringii är en mångfotingart som först beskrevs av Henri W. Brölemann 1902.  Microtrullius iheringii ingår i släktet Microtrullius och familjen Spirostreptidae. Inga underarter finns listade i Catalogue of Life.